# مايك بيريرا
مايك بيريرا (بالإنجليزية: Mike Pereira)‏ هو صحفي رياضي أمريكي، ولد في 13 أبريل 1950 في ستوكتون في الولايات المتحدة.